# Tramvaiul din Görlitz
Rețeaua de tramvai din Görlitz (în germană Straßenbahnnetz Görlitz) este o rețea de tramvai care face parte din sistemul de transport public al Görlitz-ului, un oraș din landul federal Saxonia (Germania).
Deschisă în 1882, rețeaua este operată din 1996 de compania Verkehrsgesellschaft Görlitz (VGG), din 2019 de compania Görlitzer Verkehrsbetriebe (GVB).

## Linii
În anul 2019 rețeaua avea următoarele linii:
| Linie | Traseu | Stații | Timpul călătoriei | Timp între trecerea a două tramvaie (ore de vârf) | Timp între trecerea a două tramvaie (seara) |
| ----- | --- | ------ | ----------------- | ------------------------------------------------- | ------------------------------------------- |
| 1     | Weinhübel – Bahnhof – Demianiplatz – Alexander-Bolze-Hof – Königshufen NeißePark / (– Königshufen Am Wiesengrund) (stațiile terminus Königshufen alternează seara) | 17     | 24/25 min         | 20 min                                            | 30 min                                      |
| 2     | Biesnitz/Landeskrone – Bahnhof – Demianiplatz – Alexander-Bolze-Hof – Königshufen Am Wiesengrund                                                                   | 17     | 24/25 min         | 20 min                                            | -                                           |